# Aït Oumalou
Aït Oumalou è un comune dell'Algeria, situato nella provincia di Tizi Ouzou.